# Athemus semiextensus
Athemus semiextensus es una especie de coleóptero de la familia Cantharidae.

## Distribución geográfica
Habita en Nepal.